# Engystomops pustulosus
Engystomops pustulosus е вид жаба от семейство Leiuperidae. Видът не е застрашен от изчезване.

## Разпространение
Разпространен е в Белиз, Венецуела, Гватемала, Колумбия, Коста Рика, Мексико, Никарагуа, Панама, Салвадор, Тринидад и Тобаго и Хондурас.

## Описание
Популацията на вида е стабилна.